# Buffalo Coulee
Buffalo Coulee é um vale no Canadá. Está localizada na província de Alberta, na parte central do país, a 2.700 km a oeste da capital Ottawa.
A área ao redor de Buffalo Coulee consiste em grande parte de terras agrícolas. A área ao redor do Buffalo Coulee é quase despovoada, com menos de dois habitantes por quilômetro quadrado. A área é parte da zona climática hemiboreal. A temperatura média anual no funil é de 3 °C. O mês mais quente é julho, quando a temperatura média é de 18 °C, e a mais fria é dezembro, de -15 °C.[carece de fontes?]